# Battaglia di Blanc Mont
La battaglia di Blanc Mont (3-27 ottobre 1918) si è svolta durante la prima guerra mondiale nei pressi di Sommepy-Tahure, a nord-est di Reims, nella regione francese della Champagne-Ardenne. La battaglia vide il confronto tra la 2ª e la 36ª divisione di fanteria degli Stati Uniti con la 200ª e la 213ª divisione tedesca, con ampie porzioni di altre sei divisioni. Il risultato di questa battaglia fu l'eliminazione dell'esercito tedesco dalla regione dello Champagne.